# Ungarische Leichtathletik-Meisterschaften 2020
Die 125. Ungarischen Leichtathletik-Meisterschaften wurden vom 8. bis 9. August 2020 im Lantos Mihály Sportközpont in Budapest ausgetragen.

## Medaillengewinner

### Männer
| Disziplin         | Gold                                                                           | Leistung        | Silber                                                                | Leistung        | Bronze                                                                     | Leistung        |
| ----------------- | ------------------------------------------------------------------------------ | --------------- | --------------------------------------------------------------------- | --------------- | -------------------------------------------------------------------------- | --------------- |
| 100 m             | Tamás Máté                                                                     | 10,54 s NL      | Bence Boros                                                           | 10,55 s SB      | Dániel Szabó                                                               | 10,67 s         |
| 200 m             | Tamás Máté                                                                     | 21,03 s         | Bence Boros                                                           | 21,46 s         | Dániel Ajide                                                               | 21,52 s         |
| 400 m             | Dániel Ajide                                                                   | 47,55 s PB      | Dániel Pozsgai                                                        | 47,68 s         | Attila Molnár                                                              | 47,99 s PB      |
| 800 m             | Balázs Vindics                                                                 | 1:46,50 min     | Gergő Kiss                                                            | 1:48,49 min SB  | Máté Együd                                                                 | 1:49,29 min     |
| 1500 m            | István Szögi                                                                   | 3:54,67 min     | Márton Pápai                                                          | 3:55,13 min     | Gergő Kiss                                                                 | 3:55,19 min     |
| 5000 m            | István Szögi                                                                   | 14:40,69 min    | Milán Fazekas                                                         | 14:45,97 min SB | Ákos Zsetnyai                                                              | 14:48,18 min PB |
| 110 m Hürden      | Valdó Szűcs                                                                    | 13,66 s         | Balázs Baji                                                           | 13,88 s         | Bálint Szeles                                                              | 13,96 s SB      |
| 400 m Hürden      | Máté Koroknai                                                                  | 50,56 s         | Tibor Koroknai                                                        | 51,02 s SB      | Ádám Bencsik                                                               | 53,30 s PB      |
| 3000 m Hindernis  | István Palkovits                                                               | 8:54,77 min     | Levente Szemerei                                                      | 9:19,01 min     | Márton Nick                                                                | 9:28,98 min SB  |
| 4 × 100 m Staffel | Honvéd Budapest Zálan Kádasi András Osztrogonácz Dominik Illovszky Balázs Baji | 40,90 s         | Szolnoki MÁV-SE Dominik Pázmándi Bence Boros János Sipos Dániel Ecsek | 41,18 s         | Ferencváros Budapest Dániel Illovszky Tamás Máté László Szabó Dániel Varga | 41,41 s         |
| 4 × 400 m Staffel | Ferencváros Budapest Adám Tarlukács Tamás Kazi Patrik Enyingi László Szabó     | 3:16,04 min     | Soproni VSE János Kubasi Gergő Xavér Kiss István Szögi Attila Molnár  | 3:16,25 min     | Újpesti TE Ben Birovecz Dániel Pozsgai Márk Vörös Balázs Vindics           | 3:16,68 min     |
| 5000 m Bahngehen  | Maté Helebrandt                                                                | 20:26,41 min SB | Bence Barnabás Venyercsán                                             | 20:40,78 min SB | Tomasz Bagdány                                                             | 21:14,22 min SB |
| Hochsprung        | Dániel Jankovics                                                               | 2,20 m NL       | Péter Bakosi                                                          | 2,17 m =SB      | Sámuel Hodossy-Takács                                                      | 2,11 m          |
| Stabhochsprung    | Marcell Nagy                                                                   | 5,10 m NL       | Csanád Simonváros                                                     | 5,11 m =NL      | József Bánocivs                                                            | 4,70 m =PB      |
| Weitsprung        | Tibor Galambos                                                                 | 7,29 m          | Bence Bánhidi                                                         | 6,98 m SB       | Milán Nagy                                                                 | 6,95 m          |
| Dreisprung        | Tibor Galambos                                                                 | 15,62 m NL      | Robin Pál                                                             | 15,23 m SB      | Dániel Szenderffy                                                          | 15,93 m SB      |
| Kugelstoßen       | Balázs Tóth                                                                    | 17,18 m         | Balázs Detrik                                                         | 16,80 m         | László Kovács                                                              | 16,68 m         |
| Diskuswurf        | János Huszák                                                                   | 61,58 m         | Zoltán Kővágó                                                         | 57,32 m SB      | Bence Halász                                                               | 54,54 m         |
| Hammerwurf        | Bence Halász                                                                   | 79,88 m NL      | Krisztián Pars                                                        | 74,35 m SB      | Dániel Rába                                                                | 73,19 m         |
| Speerwurf         | Norbert Rivasz-Tóth                                                            | 79,83 m         | Máté Járvás                                                           | 74,07 m PB      | Márk Schmölcz                                                              | 69,64 m         |

### Frauen
| Disziplin         | Gold                                                                | Leistung        | Silber                                                                    | Leistung        | Bronze                                                              | Leistung        |
| ----------------- | ------------------------------------------------------------------- | --------------- | ------------------------------------------------------------------------- | --------------- | ------------------------------------------------------------------- | --------------- |
| 100 m             | Luca Kozák                                                          | 11,64 s         | Jusztina Csóti                                                            | 11,94 s         | Boglárka Takács                                                     | 12,02 s         |
| 200 m             | Vanessza Nagy                                                       | 24,34 s NL      | Jusztina Csóti                                                            | 24,39 s =SB     | Evelin Nádházy                                                      | 24,43 s SB      |
| 400 m             | Janka Molnár                                                        | 53,25 s NL      | Evelin Nádházy                                                            | 53,84 s SB      | Sára Mátó                                                           | 54,39 s         |
| 800 m             | Bianka Bartha-Kéri                                                  | 2:05,08 min     | Hanna Répássy                                                             | 2:07,37 min PB  | Anna Ferencz                                                        | 2:107,85 min    |
| 1500 m            | Viktória Wagner-Gyürkés                                             | 4:15,92 min NL  | Gréta Varga                                                               | 4:28,38 min     | Kinga Ohn                                                           | 4:31,77 min     |
| 5000 m            | Viktória Wagner-Gyürkés                                             | 16:17,51 min    | Lili Anna Tóth                                                            | 16:24,05 min    | Anna Pataki                                                         | 16:28,60 min PB |
| 100 m Hürden      | Luca Kozák                                                          | 12,97 s         | Gréta Kerekes                                                             | 13,16 s SB      | Petra Répási                                                        | 13,37 s SB      |
| 400 m Hürden      | Janka Molnár                                                        | 56,94 s NL      | Sára Mátó                                                                 | 57,34 s SB      | Dóra Horváth                                                        | 59,56 s SB      |
| 3000 m Hindernis  | Lili Anna Tóth                                                      | 10:10,22 min NL | Zita Kácser                                                               | 10:22,18 min SB | Boglárka Mógor                                                      | 10:30,81 min SB |
| 4 × 100 m Staffel | GEAC Petra Répási Johanna Pótha Laura Dobránszky Evelin Nádházy     | 46,53 s         | Ferencváros Budapest Fanni Edőcs Jusztina Csóti Vanessza Nagy Adél Király | 47,28 s         | Honvéd Budapest Bíbor Skriván Anna Bognár Lilla Bartha Petra Farkas | 47,34 s         |
| 4 × 400 m Staffel | GEAC Petra Répási Sára Csernyánszky Laura Dobránszky Evelin Nádházy | 3:45,94 min     | Soproni VSE Bettina Kéri Gréta Varga Anna Göncz Bianka Bartha-Kéri        | 3:47,58 min     | ARAK UP Akadémia Mónika Zsiga Rita Enesei Boglárka Takács Sára Mátó | 3:48,29 min     |
| 5000 m Bahngehen  | Barbara Kovács                                                      | 23:42,85 min SB | Rita Récsei                                                               | 24:08,05 min SB | Dóra Csörgő                                                         | 24:28,21 min SB |
| Hochsprung        | Barbara Szabó                                                       | 1,84 m          | Fédra Fekete                                                              | 1,75 m SB       | Rita Nemes                                                          | 1,75 m          |
| Stabhochsprung    | Hanga Klekner                                                       | 4,00 m =SB      | Diana Szabó                                                               | 4,00 m          | Petra Garamvölgyi                                                   | 3,80 m =SB      |
| Weitsprung        | Anasztázia Nguyen                                                   | 6,42 m          | Petra Farkas                                                              | 6,33 m          | Diána Lesti                                                         | 6,23 m          |
| Dreisprung        | Szabina Szűcs                                                       | 12,98 m NL      | Viktória Áts                                                              | 12,82 m SB      | Krisztina Hoffer                                                    | 12,79 m SB      |
| Kugelstoßen       | Violetta Veiland                                                    | 15,50 m         | Krisztina Váradi                                                          | 14,19 m         | Xénia Krizsán                                                       | 13,76 m         |
| Diskuswurf        | Dóra Kerekes                                                        | 54,74 m         | Krisztina Váradi                                                          | 49,51 m         | Fanni Kövér                                                         | 46,87 m         |
| Hammerwurf        | Réka Gyurátz                                                        | 69,31 m         | Éva Orbán                                                                 | 63,26 m         | Zsanett Németh                                                      | 57,14 m         |
| Speerwurf         | Réka Szilágyi                                                       | 59,04 m         | Fanni Kövér                                                               | 52,63 m         | Annabella Bogdán                                                    | 49,65 m         |